# Dante Stipica
Dante Stipica (Split, 30. svibnja 1991.) hrvatski je nogometni vratar koji trenutačno nastupa za poljski nogometni klub Pogoń Szczecin (Ekstraklasa). Prije toga je igrao za bugarsku CSKA Sofiju. Prvi puta službeni nastup ima 13. svibnja 2010. godine protiv danas ugašene sesvetske Croatie u Zagrebu (2:5).
Statistika u Hajduku
| Natjecanje        | Nastupi | Zgoditci |
| ----------------- | ------- | -------- |
| Prvenstvo         | 51      | 0        |
| Kup               | 9       | 0        |
| Superkup          | 0       | 0        |
| Međunarodne       | 11      | 0        |
| Splitski podsavez | 0       | 0        |
| Ukupno            | 71      | 0        |
| Prijateljske      | 65      | 0        |
| Sveukupno         | 136     | 0        |

## Vanjske poveznice
- Profil na 90minut.pl
- Profil na Transfermarktu
- Profil na Soccerwayu